# Denis Wiehe
Denis Wiehe CSSp (ur. 21 maja 1940 w Curepipe) – maurytyjski duchowny rzymskokatolicki, duchacz, biskup koadiutor Port Victoria w latach 2001–2002, biskup diecezjalny Port Victoria w latach 2002–2020, od 2020 biskup senior diecezji Port Victoria.

## Życiorys
Denis Wiehe urodził się 21 maja 1940 w Curepipe. Studiował w „Collège du St-Esprit” w Quatre Bornes. Następnie wstąpił do Zgromadzenia Ducha Świętego – posiada licencjat z nauk przyrodniczych w Dublinie. 8 września 1960 złożył pierwsze śluby w Kilshane w Irlandii, a w 1963 na Mauritiusie. Następnie uzyskał licencjat z teologii na Papieskim Uniwersytecie Gregoriańskim i przez rok uczęszczał również na kursy w Instytucie Katolickim w Paryżu. Święcenia prezbiteratu przyjął 17 sierpnia 1969 w Port Louis.
Po święceniach pełnił następujące funkcję: 1970–1979: nauczyciel nauk ścisłych i katecheta w „Collège du St-Esprit” na Mauritiusie; 1979–1982: asystent mistrza nowicjatu na Réunion i animator ds. powołań; 1982–1992: radny generalny zgromadzenia w Rzymie; 1993–2000: kierownik Centrum Formacji Tabor; 2000–2001: proboszcz parafii św. Krzyża w Port Louis; 1977–2001: przewodniczący „Fundacji Oceanu Indyjskiego” – będącą podprowincją PP. Spiritans, obecni na Mauritiusie, Reunionie, Madagaskarze i na Seszelach.
24 kwietnia 2001 papież Jan Paweł II prekonizował go biskupem koadiutorem diecezji Port Victoria. Święcenia biskupie otrzymał 15 sierpnia 2001 w katedrze Niepokalanego Poczęcia Najświętszej Maryi Panny w Victorii. Udzieli mu ich Xavier Baronnet, biskup diecezjalny Port Victoria, w asyście Maurice Piata, biskupa diecezjalnego Port Louis, Gilberta Aubry, biskupa diecezjalnego Saint-Denis na Reunion oraz Michela Malo, arcybiskupa metropolity Antsiranana. Jako zawołanie biskupie przyjął słowa „Souffle où tu veux” (Dmuchnij gdzie chcesz). 1 czerwca 2002 po przyjęciu rezygnacji biskupa Xaviera Baronneta, został ustanowiony biskupem diecezjalnym. Tego samego dnia odbył ingres do katedry Niepokalanego Poczęcia Najświętszej Maryi Panny, w trakcie którego kanonicznie objął urząd. W latach 2006–2013 był przewodniczącym Konferencji Episkopatu Oceanu Indyjskiego.
10 września 2020 papież Franciszek przyjął jego rezygnację z obowiązków biskupa diecezjalnego Port Victoria.